# Саули Нийнистьо
Саули Нийнистьо (на фински: Sauli Niinistö) е финландски политик от партията Национална коалиция и президент на Финландия през 2012 – 2024 година.
Той е роден на 24 август 1948 г. в Сало. Работи като адвокат в родния си град, където е и общински съветник през 1977 – 1992 година. През 1987 г. е избран в парламента и става един от водещите представители на дясноцентристката партия Национална коалиция. В правителствата на Пааво Липонен е министър на правосъдието (1995 – 1996) и на финансите (1996 – 2003), а през 1995 – 2001 година е и вицепремиер. От 2007 до 2011 година е председател на парламента. През 2006 година е кандидат на Национална коалиция за президент на Финландия, но губи на втори тур. През 2012 отново се кандидатира и печели на втори тур срещу Пека Хаависто и встъпва в длъжност на 1 март. На президентските избори от 28 януари 2018 печели втори мандат още на първия тур с 62,6%.